# Diaspor
Diaspor (auch Diasporit) ist ein eher selten vorkommendes Mineral aus der Mineralklasse der „Oxide und Hydroxide“. Es kristallisiert im orthorhombischen Kristallsystem mit der chemischen Zusammensetzung AlO(OH) bzw. α-AlOOH und entwickelt meist blättrige, körnige oder massige Aggregate, aber auch kleine, fein gestreifte Kristalle bis etwa 12 cm Größe in breiten Säulen mit vorherrschend entwickelter Längsfläche.
Reiner Diaspor ist farblos. Er kann aber durch Fremdbeimengungen weiß bis grau, gelb, rosa, grün, rötlich bis violett oder bräunlich gefärbt sein. Seine Mohshärte beträgt 6,5 bis 7 und seine Dichte 3,3 bis 3,5 g/cm³.
Diaspor wird aufgrund der Namensähnlichkeit gelegentlich mit dem Bleisilberantimonit Diaphorit verwechselt.

## Etymologie und Geschichte
Der Name Diaspor ist abgeleitet vom griechischen Wort διασπείρειν (diaspeirein) für zerstreuen. René-Just Haüy wollte mit der 1801 in seiner Mineralbeschreibung gewählten Bezeichnung auf dessen Eigenschaft hinweisen, beim Erhitzen vor dem Lötrohr unter Wasserabgabe in kleine Teilchen zu zerstäuben bzw. zu zerspringen. Diese Eigenschaft wird auch als Dekrepitieren (Decrepitieren) bezeichnet.
Als Typlokalität gilt Mramorskii Zavod (Mramorsk Zavod, Мраморский Завод) nahe der Stadt Jekaterinburg in der russischen Oblast Swerdlowsk.

## Klassifikation
In der veralteten 8. Auflage der Mineralsystematik nach Strunz gehörte der Diaspor zur Mineralklasse der „Oxide und Hydroxide“ und dort zur Abteilung „Hydroxide“, wo er gemeinsam mit Bracewellit, Goethit, Groutit, Montroseit und Paramontroseit sowie im Anhang mit Feitknechtit und Manganit in der „Diaspor-Reihe“ mit der Systemnummer IV/F.04a steht.
In der zuletzt 2018 überarbeiteten Lapis-Systematik nach Stefan Weiß, die formal auf der alten Systematik von Karl Hugo Strunz in der 8. Auflage basiert, erhielt das Mineral die System- und Mineralnummer IV/F.06-010. Dies entspricht der Klasse der „Oxide und Hydroxide“ und dort der Abteilung „Hydroxide und oxidische Hydrate (wasserhaltige Oxide mit Schichtstruktur)“, wo Diaspor zusammen mit Akaganeit, Böhmit, Feitknechtit, Feroxyhyt, Goethit, Groutit, Lepidokrokit, Manganit, Schwertmannit und Tsumgallit eine unbenannte Gruppe mit der Systemnummer IV/F.06 bildet.
Die von der International Mineralogical Association (IMA) zuletzt 2009 aktualisierte 9. Auflage der Strunz’schen Mineralsystematik ordnet den Diaspor in die Klasse der „Oxide (Hydroxide, V[5,6]-Vanadate, Arsenite, Antimonite, Bismutite, Sulfite, Selenite, Tellurite, Iodate)“ und dort in die Abteilung „Hydroxide (ohne V oder U)“ ein. Hier ist das Mineral in der Unterabteilung „Hydroxide mit OH, ohne H2O; Ketten aus kantenverknüpften Oktaedern“ zu finden, wo es zusammen mit Bracewellit, Goethit, Groutit, Guyanait, Montroseit und Tsumgallit die „Diasporgruppe“ mit der Systemnummer 4.FD.10 bildet.
In der vorwiegend im englischen Sprachraum gebräuchlichen Systematik der Minerale nach Dana hat Diaspor die System- und Mineralnummer 06.01.01.01. Das entspricht der Klasse der „Oxide und Hydroxide“ und dort der Abteilung „Hydroxide und hydroxyhaltige Oxide“. Hier findet er sich innerhalb der Unterabteilung „Hydroxide und hydroxyhaltige Oxide mit der Formel: X3+OOH“ in der „Diasporgruppe (Orthorhombisch, Pnma oder Pnmd)“, in der auch Goethit, Groutit, Montroseit, Bracewellit und Tsumgallit eingeordnet sind.

## Kristallstruktur

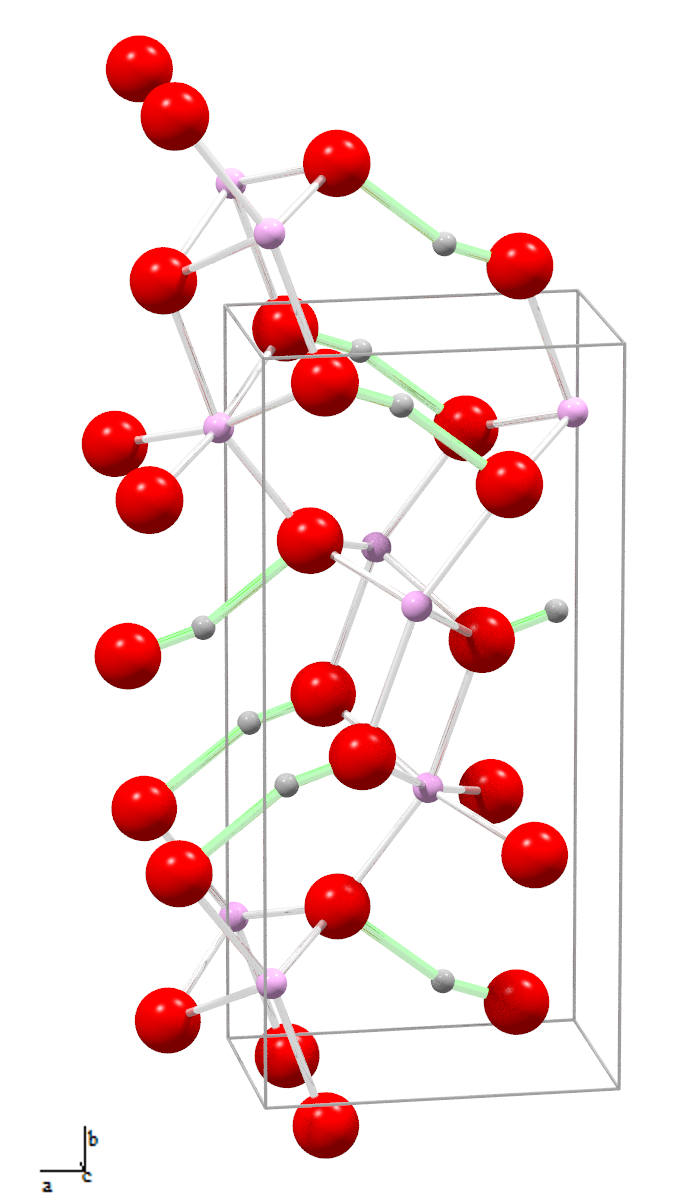
Struktur von Diaspor, Blickrichtung nahezu parallel der c-Achse. Wasserstoffbrückenbindungen sind grün hervorgehoben.
H
Al^{3+}
O^{2−}

Diaspor kristallisiert im orthorhombisch in der Raumgruppe Pbnm (Raumgruppen-Nr. 62, Stellung 3), den Gitterparametern a = 4,40 Å, b = 9,42 Å und c = 2,84 Å sowie vier Formeleinheiten pro Elementarzelle.
Sauerstoff und Hydroxidionen bilden eine hexagonal dichteste Kugelpackung mit Lücken auf den Oktaeder-Plätzen, die vom Aluminium ausgefüllt werden. In Richtung der c-Achse entstehen auf diese Weise lange Doppelketten aus AlO6-Oktaedern, die von Wasserstoffbrücken zusammengehalten werden.

## Eigenschaften
Diaspor zeigt starken Pleochroismus, das heißt, er erscheint violettblau in Richtung x-Achse, hellgrün in Richtung y-Achse und rosa bis dunkelrot in Richtung z-Achse.
Chemisch besteht Diaspor wesentlich aus Aluminiumhydroxid Al2O2(OH)2 oder AlO(OH), mit 85,02 % Tonerde und 14,98 % Wasser und Beimengungen von etwas Eisenoxid. Er wird mit Cobaltlösung blau, Säuren lösen ihn nicht und erst nach starkem Glühen wird er in Schwefelsäure löslich.

## Modifikationen und Varietäten

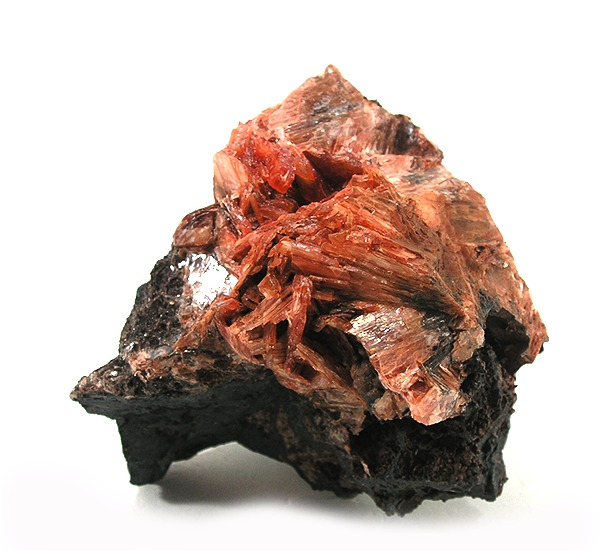
Hellroter Mangan-Diaspor aus der Wessels Mine, Hotazel, Kalahari Manganfelder, Nordkap, Südafrika (Größe: 6,9 cm × 5,7 cm × 4,9 cm)

Die Verbindung AlO(OH) ist dimorph, kommt also in der Natur neben dem orthorhombisch kristallisierenden Diaspor noch als ebenfalls orthorhombisch, aber in einer anderen Raumgruppe kristallisierender Böhmit vor.
Es sind verschiedene Varietäten von Diaspor bekannt:
- Chrom-Diaspor enthält geringe Beimengungen des Elements Chrom und ist dadurch von hell- bis dunkelvioletter Farbe
- Mangan-Diaspor enthält Beimengungen an Mangan, der dem Mineral eine rosarote bis dunkelrote Farbe verleiht

## Bildung und Fundorte

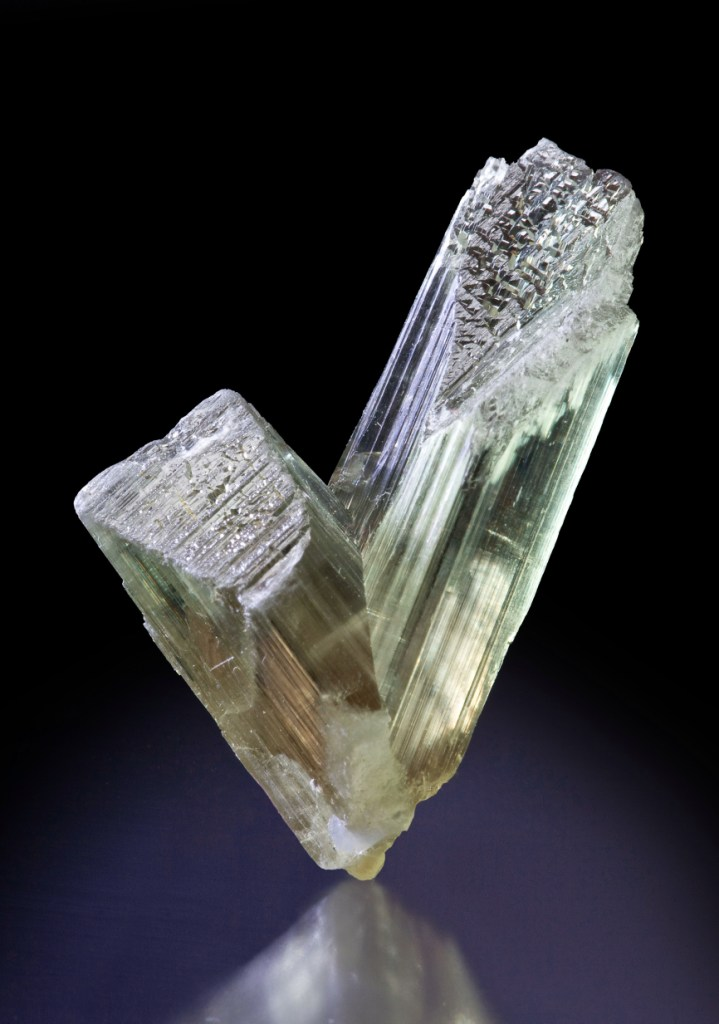
Diasporzwilling aus Selçuk, Provinz Muğla, Region Aegean, Türkei (Größe: 3,6 cm × 3,6 cm × 2,6 cm)

Diaspor bildet sich entweder hydrothermal oder metamorph aus aluminiumreichen Mineralen bzw. in aluminiumreichen Gesteinen. Begleitminerale sind unter anderem Pyrophyllit und Korund. Diaspor ist zudem ein Gemengeanteil von Bauxit.
Diaspor gehört zu den eher selten vorkommenden Mineralbildungen, die an verschiedenen Fundorten zum Teil reichlich vorhanden sein können, insgesamt aber wenig verbreitet sind. Insgesamt sind bisher (Stand 2015) rund 440 Fundorte bekannt. Neben seiner Typlokalität Mramorskii Zavod und weiteren Orten im Föderationskreis Ural trat das Mineral in Russland noch an verschiedenen Fundorten in Ost- und Westsibirien, der Fernöstlichen Republik und im Föderationskreis Nordwestrussland zutage.
In Deutschland konnte das Mineral bisher nur am Silberberg bei Bodenmais in Bayern sowie bei Vierkirchen (Oberlausitz), Königshain, Hetzdorf-Landberg/Mohorn (Gemeinde Wilsdruff) und Callenberg in Sachsen gefunden werden.
In Österreich fand man Diaspor unter anderem am Unteren Grabner bei Lölling in Kärnten, am Marchgraben bei Dreistetten sowie bei Wolfsbach und Zissersdorf in der Gemeinde Drosendorf-Zissersdorf in Niederösterreich, in einer Bauxit-Grube am nördlichen Fuß des Untersbergs oberhalb von Glanegg (Marktgemeinde Grödig) im Salzburger Land, in einer Bauxit-Lagerstätte bei Hieflau und am Brandberg bei Leoben in der Steiermark, bei Brandenberg im Inntal und am Großen Greiner im Zillertal in Tirol.
In der Schweiz kennt man das Mineral bisher nur aus Brunnihore (Gemeinde St. Stephan BE) im Kanton Bern, Venett/Campolungo im Val Piumogna im Kanton Tessin und Pointe de Dréveneuse (Gemeinde Collombey-Muraz) im Wallis.
Erwähnenswert aufgrund außergewöhnlicher Diasporfunde ist unter anderem der Fluss Menderes bei Yatağan in der türkischen Provinz Muğla, wo bis zu 12 cm große, tafelige Kristalle gefunden wurden.
Weitere Fundorte liegen unter anderem in der Antarktis, in Argentinien, Australien, Bolivien, Brasilien, Bulgarien, Chile, China, der Dominikanischen Republik, Ecuador, Eswatini, Finnland, Frankreich, Griechenland, Grönland, Indien, Indonesien, Italien, Japan, Kambodscha, Kanada, Kasachstan, Madagaskar, Malawi, Malaysia, Marokko, Mazedonien, der Mongolei, Myanmar (Burma), Namibia, Neuseeland, Norwegen, Papua-Neuguinea, Peru, auf den Philippinen, Portugal, Rumänien, auf den Salomonen, Schweden, in Serbien, der Slowakei, Slowenien, Spanien, Südafrika, Südkorea, Sudan, Taiwan, Tansania, Tschechien, Ungarn, Uruguay, im Vereinigten Königreich (UK) und in den Vereinigten Staaten von Amerika (USA).

## Verwendung

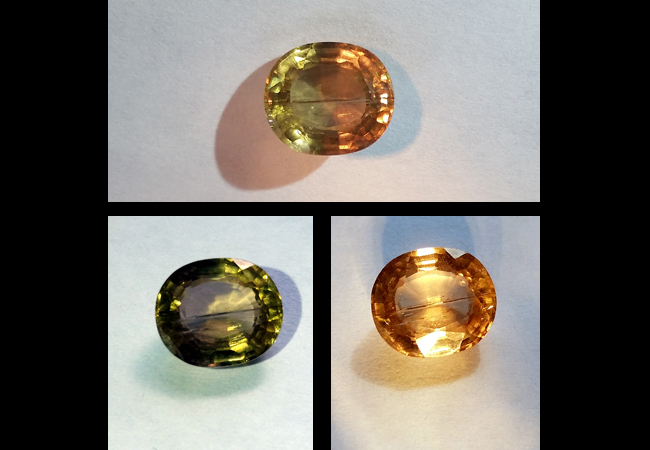
Diaspor als Farbwechseledelstein aus der Türkei, 2,92ct

Diaspor findet als Schleifmittel und Poliermittel Verwendung.
In der Schmuckindustrie wird Diaspor häufig unter dem Markennamen Zultanit als Edelstein verkauft. Diaspor zeigt gelegentlich einen Farbwechsel von grün im Tageslicht zu gelb bis orange im Kunstlicht.